# Il commissario Manara
Il commissario Manara è stata una serie televisiva italiana, ideata da Alberto Simone e prodotta dalla Rai. Ha come attore protagonista Guido Caprino, nel ruolo di Luca Manara. Il genere è un binomio di poliziesco e commedia sentimentale.
La serie è lo spin-off di Una famiglia in giallo ed è costituita da due stagioni di dodici episodi: la prima fu trasmessa dall'8 gennaio al 12 febbraio 2009 su Rai 1, mentre la seconda andò in onda dal 3 marzo 2011 sulla stessa rete.

## Trama
La prima stagione inizia con l'arrivo in Toscana, in un paese della Maremma Grossetana, del nuovo commissario, Luca Manara (interpretato da Guido Caprino), un tipo anticonformista che, grazie al suo fascino, conquista ogni donna del paese. Egli è stato trasferito controvoglia in quel posto in quanto non è ligio nel seguire le regole ed ha avuto anche una relazione con la moglie di un suo superiore quando era a Milano, dove vorrebbe tornare in quanto ama la vita di città. Nel commissariato si trova a lavorare con dei sottoposti un po' imbranati ma volenterosi, e grazie anche al loro aiuto riesce a risolvere i casi di omicidio che si presentano in ciascun episodio. In particolare si trova a lavorare a stretto contatto con l'ispettore Lara Rubino (interpretata da Roberta Giarrusso), che aveva conosciuto durante la scuola per ispettori e che ha dei risentimenti nei suoi confronti ma, tra alti e bassi, i due iniziano una relazione che li porterà a fidanzarsi nell'episodio finale.
La seconda stagione inizia col matrimonio tra i due protagonisti, Luca Manara e Lara Rubino, che viene interrotto da un omicidio. A causa di questo fatto Lara ha dei dubbi sul rapporto con Luca e si trasferisce a Milano per un corso di aggiornamento ed è sostituita temporaneamente in commissariato da Marta (interpretata da Anna Safroncik), una collega dal passato misterioso che si innamorerà del protagonista e ne diventerà la nuova partner nelle indagini. In realtà Manara ama ancora Lara e al termine della serie si ricongiungerà con lei, mentre Marta tornerà alla squadra anti-camorra da cui proveniva insieme a un collega (inizialmente ostile a Manara) che dirige la squadra antiterrorismo e con cui ha avuto in passato una relazione.
Personaggi ricorrenti sono la zia di Lara, Caterina Bentivoglio (che era la madre di Scarpati nella serie Una famiglia in giallo), e il suo cane da pastore tedesco Brigadiere; i poliziotti del commissariato, in particolare la coppia Toscani-Sardi, che nella prima serie sono sposati e nella seconda avranno una bambina di nome Alice; il medico legale Ginevra Rosmini, una seducente "divoratrice di uomini"; il questore Casadio, che non apprezza i metodi di Manara ma ne deve riconoscere ogni volta la bravura; Ada, la proprietaria dell'agriturismo in cui vive Manara; i poliziotti Barbagallo e Buttafuoco, goffi ma volenterosi e il mite poliziotto piemontese Quattroni, interpretato da Bruno Gambarotta.
Si notano alcune incongruenze fra le due stagioni, oltre all'evidente cambio delle location. Alla fine della prima stagione, Sardi dice di aspettare tre gemelli, ma nella seconda stagione partorisce una sola bambina; sempre alla fine della prima stagione, Luca, con l'aiuto della sorella Teresa, ha affittato un appartamento ma all'inizio della seconda stagione, a seguito della partenza di Lara per Milano, torna a vivere all'agriturismo di Ada dopo che nello stesso appartamento è avvenuto l'omicidio della proprietaria; infine, la stessa sorella Teresa non compare nella seconda stagione durante il matrimonio con Lara e non verrà neppure menzionata dalla sorella Tiziana quando verrà a trovare il fratello.

## Produzione

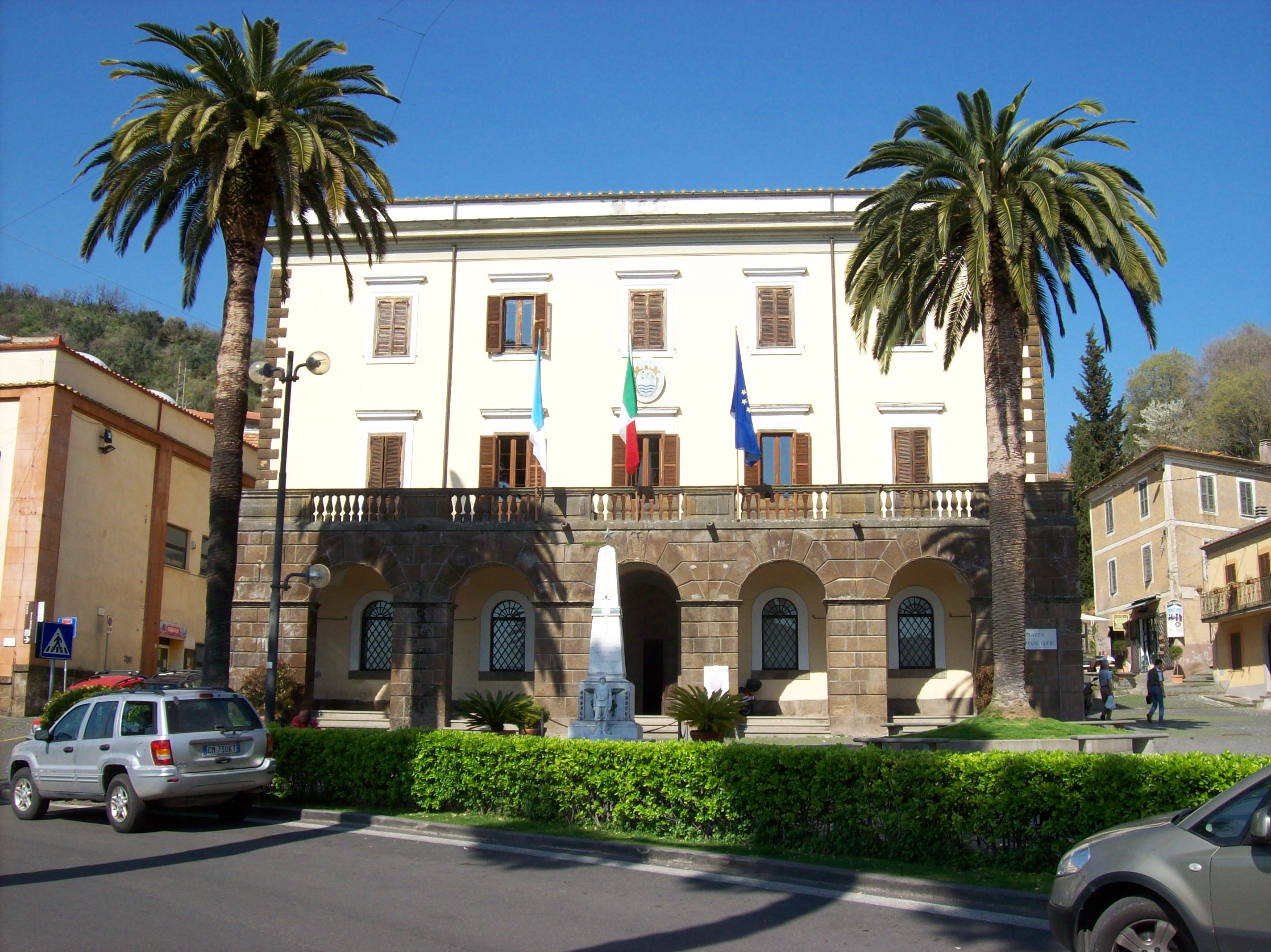
Il palazzo del comune di Trevignano Romano nel Lazio utilizzato per le riprese in esterni del commissariato di Polizia nella prima stagione

Il commissario Manara è uno spin-off della serie televisiva del 2005 Una famiglia in giallo, nella quale l'attore Guido Caprino, interprete di Luca Manara, apparve in un ruolo secondario nel 5º episodio dal titolo "Biscotti al Veleno". Per la nuova serie che lo vide protagonista, Caprino dichiarò d'essersi ispirato a Frank Zappa per la psicologia comportamentale e la fisionomia da attribuire al commissario Manara, essendo in prima persona un estimatore del compositore e chitarrista italo-americano.
Gli episodi sono ambientati in una località di finzione non specificata in Maremma, tra Orbetello e il promontorio dell'Argentario, ma in realtà la prima stagione fu girata nei paesi che si affacciano sul lago di Bracciano nel Lazio (Bracciano, Trevignano Romano, Anguillara). In particolare la sede del comune di Trevignano Romano è stata utilizzata per le riprese in esterni del commissariato diretto da Manara e il lungolago di Anguillara compare in molte scene.
La seconda stagione della serie, annunciata nel 2010, è stata girata a Orbetello, Capalbio e nelle zone limitrofe in Maremma e a Roma. Le riprese sono durate 19 settimane, dal maggio all'ottobre del 2010, per un totale di 105 giorni.
A luglio 2012 la terza stagione non compariva ancora nei piani di produzione Rai e il creatore della serie, Alberto Simone, iniziò a temere che si fosse ormai giunti all'epilogo, commentando così la notizia su Facebook: "Il nuovo Soggetto di Serie che avevamo già scritto, pieno di novità ancora più divertenti e con un gigantesco colpo di scena nella vita del nostro simpatico protagonista, resterà dunque nei cassetti della produzione". Nell'agosto 2013, in seguito al cambio di direzione di Rai Fiction (da Fabrizio Del Noce a Eleonora Andreatta), fu confermata la realizzazione di una terza stagione e la messa in onda venne programmata per l'autunno 2014 su Rai 1. Nei primi mesi del 2014, però, la serie venne definitivamente soppressa prima che venisse annunciato il cast. Il soggetto della serie avrebbe assunto a metà saga dei toni più seri: Luca Manara sarebbe stato coinvolto in un attentato dinamitardo e creduto morto; il fratello minore, anche lui poliziotto, sarebbe giunto per prendere il suo posto. Il fil rouge della stagione avrebbe visto il secondo Manara indagare per scoprire la verità sull'attentato e, nel contempo, proteggere Lara -incinta del figlio di Luca- per evitare che divenisse la seconda vittima del misterioso antagonista.

## Episodi
| Stagione         | Episodi | Prima TV |
| ---------------- | ------- | -------- |
| Prima stagione   | 12      | 2009     |
| Seconda stagione | 12      | 2011     |